# David M. Harland
Ne doit pas être confondu avec David Harland.
David Michael Harland est un auteur et historien de l'espace écossais. Auparavant, il était informaticien à l'université de Glasgow et a travaillé sur le projet Rekursiv (en) pour Linn Products.